# Bucculatrix ceibae
Bucculatrix ceibae är en fjärilsart som beskrevs av Philipp Christoph Zeller 1871. Bucculatrix ceibae ingår i släktet Bucculatrix och familjen kronmalar. Inga underarter finns listade i Catalogue of Life.